# Гавацци
Гавацци (Gavazzi) — семья ломбардских банкиров и промышленников из Дезио.
Построив в Дезио одну из первых в Италии полностью механизированных текстильных фабрик, эта семья стала играть важную роль в городской политике. В конце XIX — начале XX вв. она связала себя со многими аристократическими семействами Ломбардии, однако сама дворянской семьёй не стала.
Семейный банк, начавшись с простой местной кассы взаимопомощи, вырос в современный Banco Desio, принадлежащий к одноимённой банковской группе. Президентом банка является член семьи Гавацци.